# Chante!
Chante! è una serie televisiva francese creata da Jean-Pierre Hasson e Olivier Thiébaut e destinata ad un pubblico adolescente.
In Francia è stata trasmessa dal 18 febbraio 2008 sul canale France 2 mentre in Italia ha debuttato, in anteprima pay TV, il 18 dicembre 2008 sul canale Mya, per poi iniziare ad essere trasmessa in chiaro su Italia 1 dal 7 giugno 2010. Dal 13 settembre 2010 è stata trasmessa anche da La5. Dal 20 giugno 2011 è andata in onda la terza stagione in chiaro sul canale La5.
È la terza serie francese trasmessa in patria su France 2 ad andare in onda su Italia 1 nell'estate 2010 dopo Summer Dreams e Summer Crush; nella stessa estate viene seguita da Déjà vu.
La serie è stata cancellata in Francia al termine della quarta stagione andata in onda fino a settembre del 2011.

## Trama
Tina ha appena compiuto diciotto anni e coltiva segretamente un sogno: diventare una cantante; quando la ragazza riesce a superare il provino per entrare nella prestigiosa scuola di spettacolo Studio 24, il suo sogno inizia a diventare realtà. La strada per il successo sarà lunga e perigliosa però, ma Tina ce la metterà tutta per riuscire a sfondare.
La canzone della sigla è Chante!, eseguita dalla protagonista Priscilla.

## Episodi
| Stagione         | Episodi | Prima TV originale | Prima TV Italia |
| ---------------- | ------- | ------------------ | --------------- |
| Prima stagione   | 26      | 2008               | 2008-2009       |
| Seconda stagione | 26      | 2009               | 2010            |
| Terza stagione   | 26      | 2009               | 2010            |
| Quarta stagione  | 26      | 2011               | inedita         |

## Produzione
La serie è il primo ruolo d'attrice per la cantante Priscilla ed è stata pensata dagli autori come una versione francese di serie americane come Saranno famosi e High School Musical.